# Füllhorn-Fedie
Die Füllhorn-Fedie (Fedia cornucopiae) ist eine Pflanzenart aus der Gattung Fedia in der Unterfamilie der Baldriangewächse (Valerianoideae). 

## Merkmale
Die Füllhorn-Fedie ist eine einjährige Pflanze, die Wuchshöhen von 3 bis 30 Zentimeter erreicht. Sie ist kahl, aufrecht bis aufsteigend, gabelig und etwas dicklich. Die Blätter sind spatelig bis elliptisch und gegenständig. Die unteren Blätter sind ganzrandig, mehr oder weniger gestielt und 2 bis 15 Zentimeter lang. Die oberen sind sitzend, kurz gezähnt und kleiner. 
Die Blüten sind vereinigt zu paarweise vorliegenden, endständigen Köpfchen. Zur Fruchtzeit sind die Blütenstiele aufgeblasen. Der Fruchtknoten ist unterständig. Der Kelch ist ein ringförmiger, sich nicht vergrößernder Wulst. Die Blütenkrone ist purpurn und 8 bis 16 Millimeter lang. Ihre Röhre ist etwas bauchig, gebogen und bis zu 4 Millimeter lang. Die fünf Zipfel sind rosa gefleckt, flach und ungleich. Meist sind zwei Staubblätter vorhanden. 
Die Frucht ist breit eiförmig und weist stark vergrößerte unfruchtbare Teile auf.
Die Chromosomenzahl beträgt 2n = 32.

## Vorkommen

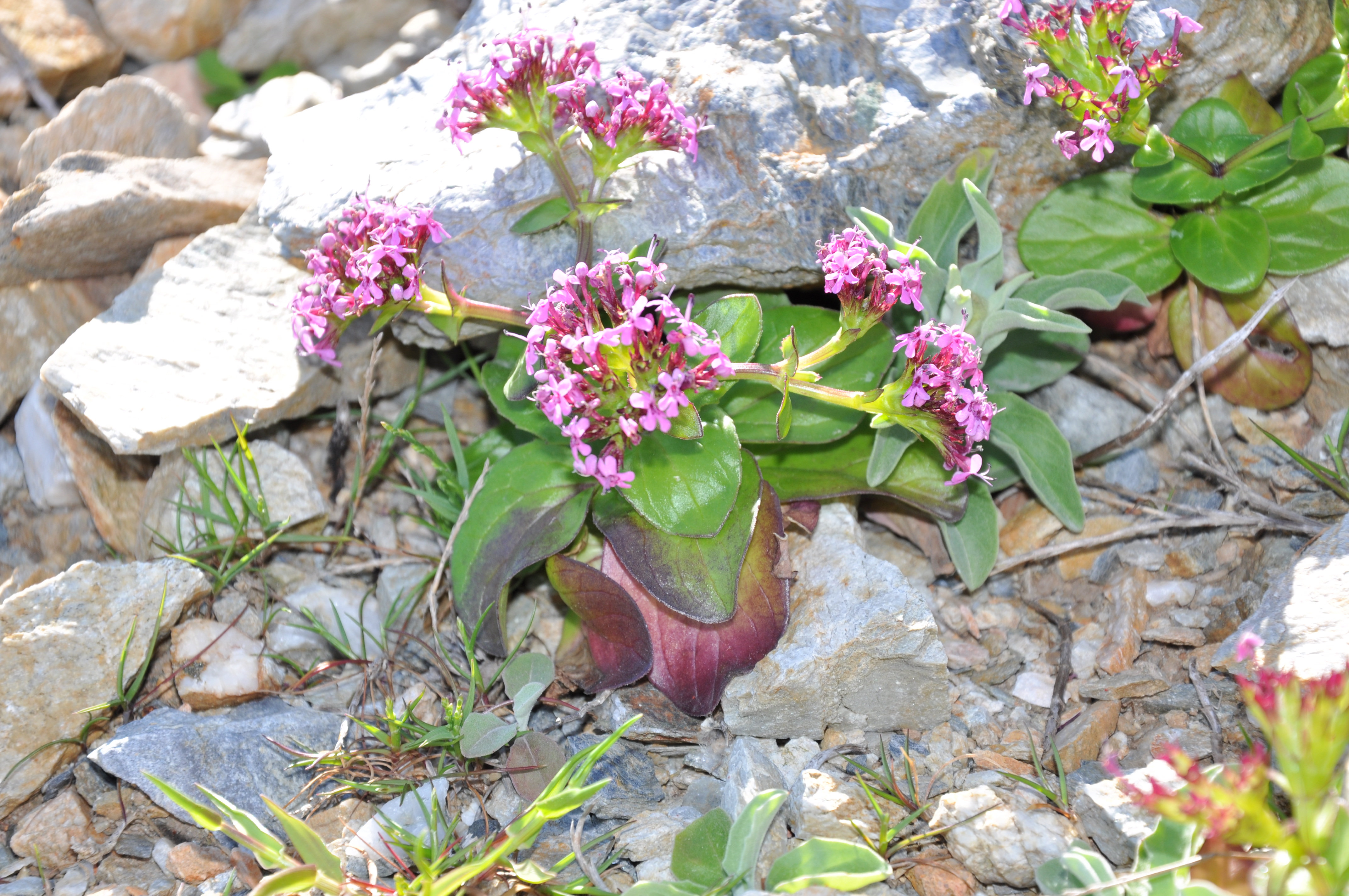
Füllhorn-Fedie (Fedia cornucopiae)

Die Füllhorn-Fedie kommt im Mittelmeerraum auf Feldern und Ödland vor. Ihr Verbreitungsgebiet umfasst Marokko, Algerien, Tunesien, Libyen, Spanien, Portugal, Gibraltar, Frankreich, Italien, die Balearen, Korsika, Sardinien, Sizilien, Malta, Griechenland und Kreta.

## Verwendung
Die Pflanze wird vor der Blüte als Salat gegessen.

## Systematik
Fedia cornucopiae wurde 1790 von Joseph Gärtner in De Fructibus et Seminibus Plantarum, Band 2, Nummer 1, Seite 37, Tafel 86, Abbildung 3, erstbeschrieben. Basionym ist Valeriana cornucopiae, das 1753 von Carl von Linné in Species Plantarum, Band 1, Seite 31 veröffentlicht wurde. Synonyme für Fedia cornucopiae sind Fedia graeca Dufr., Fedia incrassata Moench, Fedia langei Pomel, Fedia scorpioides Dufr.  und Mitrophora cornucopiae (L.) Raf.
Verwandte Arten sind:
- Fedia graciliflora Fisch. & C. A. Mey.: Sie kommt in fünf Unterarten in Marokko, Algerien, Tunesien, Libyen, Portugal, Griechenland, Kreta und Mallorca vor.[2]
- Fedia pallescens (Maire) Mathez: Sie kommt in zwei Unterarten in Marokko vor.[2]